# Book of Velocities
Book of Velocities is het eerste solomuziekalbum van de Noorse pianist Jon Balke. Het is opgenomen in de studio van omroep DRS, Zürich. De muziek is een mix tussen jazz, new age en etnische muziek.

## Composities
1. Hoofdstuk I; Giada; Scintilla; Spread; Castello; Resilence;
2. Hoofdstuk II: Single line; Nyl; Double line;
3. Hoofdstuk III: Obsidian; Sunday shapes; Gum bounde; Finger bass; Contrivance;
4. Hoofdstuk IV: Drape hanger; Septima Llegada; Reel set; Scrim stand;
5. Epiloog: Sonance; Nefriit.